# Hainturm
Der Hainturm ist ein 1828–1830 erbauter Aussichtsturm in der Nähe des Schlosses Belvedere bei Weimar in Thüringen. Der Hainturm liegt im Bereich des Belvederer Forsts. Er steht unter Denkmalschutz. Eingetragen ist er auf der Liste der Kulturdenkmale in Ehringsdorf.

## Geschichte

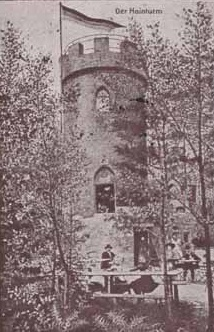
Hainturm um 1920

Der Turm wurde auf Veranlassung der Großherzogin Maria Pawlowna auf dem früher unbewaldeten, 300 m hohen Hainberg im Belvederer Forst erbaut. Er hat eine Höhe von 13,7 m bei einem Durchmesser von 5,6 m.
Nach einem Brand 1908 gründete sich die Hainturmgesellschaft, baute den Turm bis 1909 wieder auf und entwickelte ihn zu einem beliebten Ausflugsziel. 1930 wurde der Turm durch einen Gastraum mit Terrasse erweitert.
1946 wurde die Hainturmgesellschaft verboten, ab 1953 gab es keine Bewirtschaftung mehr, und der Turm verfiel. 1999 gründete sich die Hainturmgesellschaft Weimar mit dem Ziel der Wiederherstellung des Turmes und seiner Umgebung neu. Der Hainturm wurde daraufhin mit drei Etagen und einer Aussichtsplattform wiederaufgebaut. Er ist mit zwei benachbarten Aussichtstürmen – dem Paulinenturm und dem Carolinenturm (bei Kiliansroda) – über den 26 Kilometer langen Drei-Türme-Wanderweg verbunden.
2020 wurde die Hainturmgesellschaft mit dem Thüringer Denkmalschutzpreis und einem Preisgeld von 10.000 € ausgezeichnet.
Im Jahre 1917 ließ die Hainturmgesellschaft eine Quelle in Stein einfassen, die dann zur Pfeifferquelle wurde.